# 86-os főút (Magyarország)
A 86-os számú másodrangú főút Rédicstől Szombathelyen és Csornán át Mosonmagyaróvárig tart. Része az E65-ös nemzetközi főútvonalnak, ami Magyarországon vezet át.

## Fekvése
Az út magyarországi szakasza a nyugat-dunántúli régió területén halad át, érintve Zala vármegyét, Vas vármegyét és Győr-Moson-Sopron vármegyét. A nyugat-dunántúli régió északi és déli határán húzódik a IV-es és V-ös korridor, nyugati irányból az A2-es autópálya határolja. Ebben a háromszög alakú területen sok szempontból közlekedési vákuumban fekszik. A IV-es és az V-ös korridor összekötése, a régió felfűzése ma is létezik, csak nagyon rossz szolgáltatási szinten biztosítja a közlekedést. A régió nyugati határa az A2-es autópálya, melyet az osztrákok nem engedtek kijelölni európai folyosónak, sőt európai kiemelt útnak sem. Ez eredményezte azt, hogy az észak–déli kamionforgalom nem az A2-esen halad, Az észak–déli gazdasági forgalom Lengyelország–Olaszország között Nyugat-Magyarországon keresztül bonyolódik, e két országon kívül felfűzi Szlovákiát, Horvátországot és Szlovéniát is. Ugyanakkor dinamikusan fejlődő gazdaságuk csak megfelelően fejlett infrastrukturális háttérrel képzelhető el, amit a 86-os főút jelenleg nem biztosít.

## Története
Több mint két évezrede a jelenlegi nyomvonalon bonyolódik le az európai földrész egyik észak–déli irányú forgalma. A rómaiak felismerték azt, hogy az időjárástól függetlenül is használható jó utakra van szükség, az elsődleges hadászati szempontokon túl a kereskedelem szállítási feladatainak elvégzésére.
E hálózat egyik legfontosabb főútvonala volt a híres Borostyánkő út, amely Észak-Európát kötötte össze Itáliával. Az út elnevezésére az adott alapot, hogy a rómaiakat megelőző kelták idejében a Balti-tenger partján kitermelt borostyánt szállító karavánok tartottak a Földközi-tenger térségébe. A Borostyánkő út ma is megtalálható nyomvonala az akkori Aquileaiából (amely a birodalom északi része felé induló utak kiinduló pontja volt) – indulva, egyúttal az Alpokat keletről elkerülve Laibach, Lendva, Körmend, Szombathely, Sopronon át a mai Hainburgnál érte el a Dunát, a Római Birodalom határát. A Borostyánkő út maradványai ma is több helyen nyomon követhetők, amelyek közül legjelentősebb a Szombathelyen feltárt útszakasz. A római időket követően egészen a 20. század elejéig a Közép-Európából az Adria felé irányuló forgalom sokáig az ősi Borostyánkő út nyomvonalán bonyolódott le, mert az Alpok hágóin keresztül vezető utak akkor alig voltak járhatóak.
A 17–19. század között ezen az útvonalon közlekedett például az egyik legfontosabb postajárat Bécs és Zágráb között. Az útvonal fontosságát mutatja az egyik legelső vasútvonal kiépítése is, amely 1864-ben Bécs – Sopron – Szombathely – Nagykanizsa szakaszon érte el az Adriát. A trianoni békeszerződéssel meghúzott határok politikai töltetüknek megfelelően megállították Nyugat-Magyarország úthálózatának fejlődését. A második világháború után további elzárás következett, volt olyan időszak, hogy a főúton határátkelőhely sem működött.
1934-ben a kereskedelem- és közlekedésügyi miniszter 70 846/1934. számú rendelete (a később kiépült települési elkerülő szakaszait leszámítva) a teljes mai hosszában harmadrendű főúttá nyilvánította, de még különálló szakaszokként. A Rédics-Körmend szakasz számozása 735-ös lett, onnan az út Szombathelyig 842-es számozással folytatódott, Vátig a 843-as, onnan Hegyfaluig 844-es út része lett, Hegyfalu és Szilsárkány közt 827-es számozással húzódott, a Szilsárkány és Csorna közti szakasz a Pápa-Csorna közti 821-es főút része lett, a Csorna-Mosonszentpéter közti szakasz a 851-es útszámozást kapta, az onnan Mosonig vezető szakasz pedig a Mosont az országhatárral összekötő 852-es főút része lett.
A Borostyánkő út 1967-68-ban ébredt fel Csipkerózsika álmából; Szombathelytől északra új nyomvonalon nem Bécs, hanem Pozsony irányába. Az Egyesült Nemzetek Szervezete által az idegenforgalom évének nyilvánított 1967-es esztendőben nyitották meg a 86. számú főutat, mint a „Barátság útját”. Az európai úthálózatba bekerült, mint E65 jelű az északi és a déli tengert összekötő útvonal, amely az akkori KPM Közúti Főosztály Útosztály vezetőjének volt köszönhető. Ennek ellenére a 90-es évek elejéig nem kapott figyelmet a főút, a forgalmi adatok ezt nem is indokolták, mert nem volt jelentős közúti szállítás a szocialista országok között. Másrészt, a meglévő szállítás nagyobb része vasúton bonyolódott.
1980. augusztus 20-án került sor a 86-os főút Körmendet elkerülő szakaszának átadására és az új Rába-híd avatására. A szalagot Cseri István közlekedési és postaügyi miniszterhelyettes vágta át. A körmendiek részéről Illés Imre városi tanácselnök vette át jelképesen az objektumokat Szabó Zoltán megyei közúti (KPM) igazgatótól, aki elmondta: a 86-os elkerülő és az új híd akkori áron 115 millió forintba került. Az új ártéri és Rába híd és tehermentesítette az egynyomon járható belvárosi Rába hidat.

### Változások a rendszerváltás után
Az 1990-es évek elején az E65 jelű főút nemzetközi és belföldi jelentősége megnőtt. Szlovénia és Szlovákia megszületésével, a vasútforgalom csökkenésével, a politikai változások következtében a főút forgalma legelőször 1990/91-ben emelkedett meg ugrásszerűen. Az egyre bővülő nemzetközi gazdasági kapcsolatok, valamint a turizmus és ezzel együtt a motorizáció fejlődése felértékelte az útvonal szerepét. Pénzügyi okok miatt ekkor a 86. számú főút nagy része 6 méteres leromlott burkolatú volt, rendkívül rossz nyomvonalon. Ezt az ugrásszerű változást jól mutatják a forgalmi adatok növekedései. A kedvezőtlen irányba változó forgalombiztonsági körülmények, a halálos balesetek ugrásszerű növekedése is indokolta, az ókori Borostyánkő út modern utódjának a kor követelményeit megközelítő szintre történő koncentrált fejlesztését. Az ugrásszerű forgalomnövekedésből kiemelkedik a kamionforgalom emelkedése, ekkor jelenit meg az a nehéz tehergépjármű forgalom, amely azóta is egyedülálló módon növekszik Magyarországon. Az akkori közlekedési kormányzat felismerte a 86. számú főút állapotának tarthatatlanságát, ezért az belekerült a 90-es évek nagy útvonal-rehabilitációs programjába. Szombathely déli elkerülője 1993-1995 között épült meg.
1998-ban elkészült a Szombathely-Zanat városrészt elkerülő főút I. üteme ideiglenes visszakötéssel a főút régi szakaszába, majd 2000-ben a II. ütem keretében a vasúti felüljáró és különszintű csomópont. A II. ütem útburkolatot aztán 2009-ben és 2014-ben is felújították. Az I. ütemhez tartozó szakasz 2014-ben új pálya mellépítésével az M86-os autóút része lett.

### Az EU-ba való belépés következményei
A szakembereket és a régió lakosságát is rendkívül váratlanul érte az a változás, ami Ausztria úthasználati díjpolitikájának átalakítása következményeként alakult ki. A 2004-es évben március, április folyamán ugrásszerűen megnövekedett a nehéz tehergépjármű forgalom a 86-os számú főúton. A növekedés 100%-os volt, azaz megkétszereződött a kamionforgalom. Ma Hegyeshalom után Rajka és Rédics a legnagyobb mértékben terhelt határátlépési pont Magyarországon. Ebben az időben volt Magyarország EU belépése. 2004. január elsejétől Ausztria megreformálta a gyorsforgalmi úthálózat használati díjrendszerét. Ez a személygépjárművek esetében nem okozott változást, ott maradt a már jól ismert matricás rendszer, ugyanakkor a tehergépjármű forgalomban törölték a matricát és minden belépő jármű egy chipet kap, amelyet a teherautóban kell elhelyezni és amikor az országot elhagyja, akkor leadni. A tényleges távolságnak megfelelő díjat vezették be Ausztriában, és természetesen olyan értékkel, hogy azok az autók, amelyek 2002-2003 években még Ausztrián keresztül haladtak és matricát vettek, a chipkártya következtében bekövetkezett költségnövekedés miatt inkább választottak egy lassabb, rosszabb minőségű eljutást, de ugyanakkor egy ingyenes úthasználatot. Ez az oka annak, hogy a kamionforgalom 2005-ben Rédicsnél 942-ről 1625-re, Rajkánál pedig 915-ről 1804 ÁNF jármű/nap-ra növekedett. Ez egy átlag érték mely azt jelenti, hogy vannak olyan napok, amikor ennél jóval több kamion lép be ezen a két határállomáson. Az amúgy is elhasználódott utat érte ez a megnövekedett kamionforgalom.
A forgalom növekedés másik oka, hogy Nyugat-Szlovákiában az autógyártás kezd meghonosodni, illetve az ezzel kapcsolatos beszállítói munkavégzés. Ez a Vág-völgyét, Nagyszombatot és Pozsonyt jelenti és ezen meglévő illetve épülő gyáraknak az Adriához való eljutás létérdeke. Nagyon könnyű összehasonlítani a problémát, hisz a kamionforgalom adatai majdnem elérik a Hegyeshalomnál belépő számokat. Csak ott egy kész autópálya szintű szolgáltatás van, itt pedig elhasználódott burkolaton, kétszer egy sávon, rendkívül sok lakott területen keresztül halad a forgalom. A forgalmi adatok több mint kétszeresei a keleti határunk két nagy átkelőjének Ártándnak és Nagylaknak is, és jóval nagyobb értékűek Gyulánál, Tompánál, Röszkénél. Hozzá kell tenni még azt is, hogy Vámosszabadinál is jelentős számú kamion érkezik északról, ezek nagy része szintén Csorna, Körmend, Zalalövő útirányon hagyja el Magyarországot. Fontos megemlíteni, hogy Záhonynál 451 kamion lépett be napi átlagban 2004-ben, ez negyede a rajkai és rédicsi számoknak. Szlovákiában az elmúlt időszakban végbement nagyarányú ipartelepítésnek köszönhetően rendkívüli szállítási igények állnak elő a térségben.

## Mai helyzete

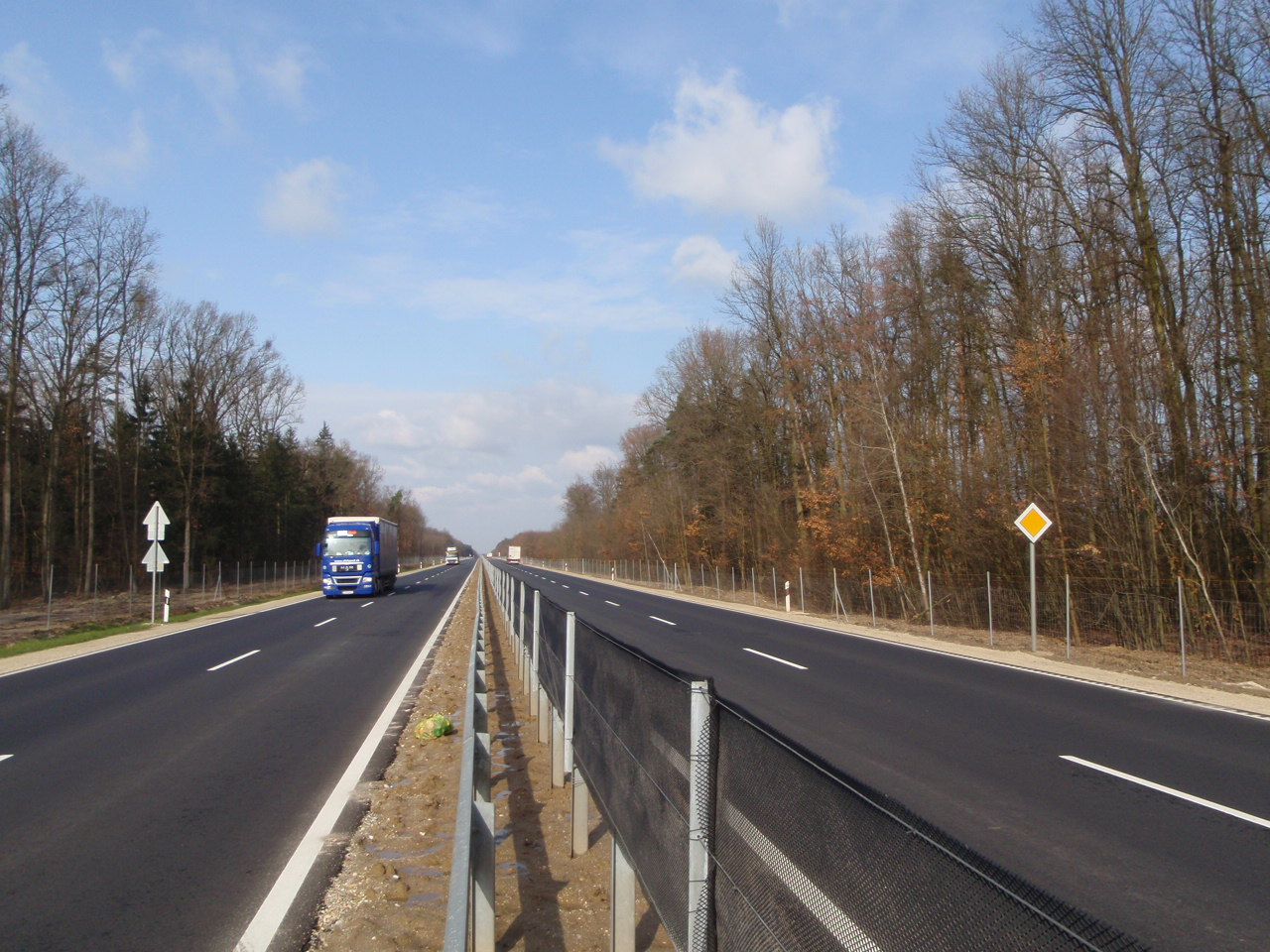
A főút 2x2 sávos szakasza Körmend-Egyházasrádóc között

Ma a 86-oson rossz műszaki állapotú vasúti, gyenge teherbírású átkelési szakaszokkal tarkított vegyes használatú közúti hálózat jellemzi a térséget. Az elmúlt évtizedben tapasztalt forráshiány miatt elmaradt beruházási és megelőzési, fenntartási tevékenység a szolgáltatási szint csökkenését eredményezte. A 90-es évekbeli rehabilitációt kivéve a nagy építések elkerülték a 86. számú főutat, Szombathely kivételével elkerülő útszakasz sehol nem épült. A probléma abban is gyökeredzik, hogy az utóbbi években fejlesztés a 86-oson a Répcelak – vasegerszegi szakaszt kivéve nem volt. Ez az ország számára is rendkívül terhes következménnyel jár, hisz nem elég az utakat megépíteni Budapesten, Közép- és Kelet-Magyarországon, oda el is kell jutni. A régió városai közti elérhetőség az egyik legalacsonyabb az országban. A régió két városa Nagykanizsa és Győr között három óra az út, Szombathely – Győr között a két órát közelíti meg. Ez túllépi az elviselhetőség küszöbét. Ugyanakkor a nyugati határszakaszon évről évre az ország gazdasági növekedését jelentősen meghaladó gazdasági forgalom jelenik meg. A probléma legfőbb okozója, hogy a Nyugat-dunántúli főúthálózatnak a paraméterei (szélesség, burkolatépség, nyomvályúsodási értékek,) az országos állapot alatt vannak. Ott, ahol a legerősebb a teherforgalom, a főúthálózat állapota ott a legrosszabb. További negatívum, hogy a régió aprófalvas településszerkezete miatt rengeteg a lakott terület, egy hasonló 100 km-es részen az Alföldön 3–4 lakott terület van, itt például Mosonmagyaróvár és Szombathely között 13 lakott területet találunk. Nem kell bizonygatni ennek baleset veszélyességét, környezeti ártalmait.
A Nyugat-Dunántúli Regionális Fejlesztési Tanács felismervén ezt a helyzetet, a régió egyik legfontosabb feladatának az Észak-déli közlekedési folyosó és gazdasági tengely kiépítését tartja. Éppen ezért döntött előkészítő anyagok, tanulmánytervek elkészítése mellett. A szakértői anyagok első ütemben elkerülő utakat, előzési szakaszokat, kapaszkodósávok építését, csomópontok átépítését és a 8 méterre történő szélesítést írtak elő. Már ezek a beavatkozások is rendkívül előnyös változásokat eredményeznének, az átmenő forgalmat meggyorsítanák. A gazdasági forgalmat hamarabb az adott célba tudná juttatni, ezért Magyarország egyik gazdasági tengelyének hatékony működése érdekében rövid távú megvalósítása mielőbb szükséges lenne. A főúthálózat maga adott, de a mostani szintről egy egészen más szolgáltatási szintre kell helyezni. Második ütemben kerülne sor az M86-os és az M9-es gyorsforgalmi utaknak a kiépítésére.
A befolyt e-útdíj tapasztalatai alapján elmondható, hogy 2013-ban az M6 autópályán kisebb volt a díjbevétel, mint a 86-os főúton, amelyre a kezdeti ausztriai átterelődés miatt visszatért a teherforgalom.

### A hiányzó láncszem
Legfontosabb szakmai alapelv a Magyar Közlekedéspolitikában, amely meghatározza 2003 és 2015 között a közúti fejlesztéseket. Ennek második pontjában – amely a kiemelten kezelt fejlesztéseket említi a 2006-ig terjedő szakaszban – „A Pán-Európai hálózat részeként országhatártól országhatárig tartó, valamint az országot Észak–déli, valamint Kelet–nyugati irányban átszelő a főváros központúságot oldó gyorsforgalmi úthálózat kiépítése…” kitétel szerepel. A 19/2004. (III. 26.) számú országgyűlési határozatban még részletesebben is, amely külön nevesíti a prioritást élvező fejlesztéseket, ennek egyik pontja a „Nyugat-Dunántúlon átvezető Észak–déli közlekedési folyosó kialakítása, különös tekintettel az M9-es és M86-os gyorsforgalmi utak és bizonyos vasúti vonalak fejlesztéséről” szól. Az országos területrendezési terv, amelyről 2003-ban alkotott törvényt az Országgyűlés kitér a régiót érintő fejlesztésekre, külön elkerülő szakaszokat jelölt ki a 86-os számú főút mellett Egyházasrádóc, Vát, Szeleste, Pósfa, Hegyfalu, Vasegerszeg, Vámoscsalád és Répcelak településeknél. Ugyanebben az évben a Kormány 2044/2003. (III.14.) számú határozata az országos közúthálózat fejlesztésének, fenntartásának és üzemeltetésének hosszú és középtávú feladatiról, valamint a finanszírozás egyes kérdéseiről szólva külön nevesítette az M86 és M9-es gyorsforgalmi utakat. Az új közlekedéspolitika stratégiai főirányként határozza meg az életminőség javítását, az egészség megőrzését, a területkülönbségek csökkentését, közlekedésbiztonság növelését és az épített és természeti környezet védelmét. Egyben az Európai Unióba való sikeres integráció elősegítését. Fentiek azt mutatják, hogy a döntések rendeletekben, azaz szavakban megszülettek a 86-os számú főutat illetően. A kormány és országgyűlési határozatok és különféle rendeletekkel szemben azonban a valóság azt mutatja, hogy a Baltikumtól az Adriáig vezető most már TEN közlekedési folyosókon a harmadik évezred Borostyánkő útja magyarországi szakasza az egyetlen hiányzó láncszem.

### Beruházások, folyamatban lévő fejlesztések
A Magyarország nyugati részén húzódó észak–déli irányú főút közlekedési és kereskedelmi szempontból egyaránt fontos mind a térség, mind pedig az ország számára. Mára az út fejlesztése halaszthatatlanná vált, így a 86-os út átépítése a legfontosabb nyugat–dunántúli útfejlesztés, ami nemcsak gazdaságfejlesztési, hanem közlekedésbiztonsági szempontból is fontos: egy korszerűbb, nagyobb áteresztő képességgel rendelkező úton jelentősen csökkenthető a balesetek száma.
A 86-os út összességében 85 kilométeres szakaszán kezdődött meg 2008-ban a főúttal párhuzamosan új M86-os autóút kiépítése, amely érinti Szombathely térségét, valamint a Szombathely–84-es főút-Csorna közötti szakaszt. Az M86-os autóút teljes Szombathely-Csorna közötti szakaszának befejeztéig az új 2x2 sávos elkerülő szakaszos autóút 860-as jelzésű főútként van nyilvántartva 110 km/h maximális sebességkorlátozás mellett és még díjfizetés nélkül vehető igénybe.
2009. szeptember 5-én elkészült Szombathely keleti elkerülő 77+800-79+000 km szelvények között a 87-es főút és 86-os főút közös szakaszának 2x2 sávosra fejlesztése, valamint egy körforgalmú csomópont, kerékpárút átvezetéssel.
2012-ben befejeződött a 0+000-37+774 km szelvények között a Zala megyei szakasz 11,5 t-s burkolat megerősítése. 2012-ben 33 km-en elkészült a Csorna-Mosonmagyaróvár közötti szakasz 11,5 t-s megerősítése is.
2013-ban kezdődött és 2013. november 26-án határidő előtt el is készült a Körmend-Egyházasrádóc közötti 4,7 km-es szakasz. Az 53+000 – 57+400 km szelvények közötti szakasz 11,5 tonnás burkolaterősítést kapott és 2,8 km hosszan 2x2 sávos előzési szakasz is épült. 2013-2014 között megújul a 8-as főút körmendi körforgalom, Körmend elkerülő és Zala megye közötti igen rossz állapotú szakasza.
2016 októberében befejeződött a Győr-Szombathely szakasz 2x2 sávos kiépítése.

#### Zalalövő elkerülése
2013 nyár végén kezdődött és 2016-ban fejeződött be a Zalalövő várost keletről elkerülő új útszakasz építése. A hivatalos alapkőletételre 2014. március 26-án került sor. A 10,71 kilométer hosszú új nyomvonalon megépült út két jelentős méretű műtárgyat foglal magában: egy 600 méter hosszú, nyolc nyílású, felsőpályás acél gerendahidat a Zala-folyó felett, a Bajánsenye–Zalaegerszeg–Ukk–Boba-vasútvonalat is átívelve, a Körmend–Zalalövő-vasútvonal és Zalapatakai-patak keresztezésében pedig egy 160 méter hosszú, kétnyílású felsőpályás acél gerendahíd létesült. Egy további kisebb híd épült a Keresztúri-patak felett is. A 86-os főút és a 7411-es út találkozásánál egy különszintű csomópont létesült. A beruházás magában foglalta 10 hektár csereerdő telepítését is. A kivitelező a KÖZGÉP Zrt. nettó 13,75 milliárd forintért nyerte el a beruházást.
A Zalalövőn átvezető útszakasz az elkerülő átadását követően is megnyitva maradt a forgalom előtt, de négy számjegyű útnak minősítették át, 7429-es útszámozással.

### Nádasd elkerülése
A 86-os és 76-os főutak Nádasd-Hegyhátsál-Katafa közös elkerülő szakasza, ezen belül a Nádasdot keletről elkerülő 5,5 km hosszan új nyomvonalon út épült ki. A kivitelezési munkák keretében közös gyalogos- és kerékpáros közlekedésre alkalmas 400 méter hosszú út is kiépül, emellett a főúttal párhuzamosan szilárd burkolattal ellátott szervizutak is létesülnek. Nádasd-Hegyaljai részén az út bal és jobb oldalán összesen 1365 m hosszan 4 m magas zajvédő fal, 5 db új, hullámosított acéllemez műtárgy épül, valamint 1 db vasbeton híd – a Csörnöc-patak hídja felújítása is megtörténik. A két főút körforgalmú csomópontban találkozik. Körmend felől kapaszkodósáv létesült. A beruházás 2015. október 2-án került átadásra.

### Egyházasrádóc-Szombathely szakasz
Az Egyházasrádóc-Szombathely közötti 20,4 km-es szakasz fejlesztése magába foglalja Egyházasrádóc község keletről való elkerülését. A településen az 1980-as években elkészült 86-os főúti nyomvonal a jelenlegi Kossuth utca nyomvonaláról kikerült, azonban a Kissároslaki településrészt ma is elválasztja a többi lakóterülettől. Egyházasrádóctól északra a meglévő nyomvonal fejlesztését tervezik. Kisunyom területén, a 8704 jelű – sorokpolányi útkereszteződéstől indulóan Kisunyomtól keletről elkerülve haladna a nyomvonal Balogunyomot is keletről elkerülve Szombathely és Táplánszentkereszt között meglévő 87-es főút Bogát városrészt elkerülő már meglévő szakaszára visszakötve. Ezzel a fejlesztéssel a Balogunyom-Petőfi-telep-Szombathely déli ~12 km-es útvonala helyett sokkal rövidebb, kedvezőbb nyomvonalú átkötés jön létre. A beruházás során előzési 3 sávos és 2x2 sávos szakaszok is épülhetnek, távlat teljes 2x2 sávos paraméterekkel, külön szintű átvezetéssel. Az engedélyezési és kiviteli tervek készítése 2015 végére befejeződhet, míg a kivitelezés kedvező esetben 2017-ben indulhat.

## Érdekességek
- A Borostyánkő utat az 1. század elején építették ki kavics alapozással, bazaltburkolattal, 7 méter szélességben és a római uralom négy évszázada alatt folyamatosan gondozták, többször átépítették.[21]
- A Borostyánkő út több szakasza megegyezik a mai 86. sz. főúttal pl.: Kisunyom, Zalabaksa, Kálócfa környezetében.
- Kisunyom északi határában a jáki Sorok-patak feletti híd a II. világháborúban történt felrobbantásáig az eredeti római kori híd volt, kövei a jelenlegi út alapját képezik.[22]
- A körmendi egyenesnek nevezett Egyházasrádóc – Körmend 4 km-es szakasz elkerülő útként épült és a rendszerváltásig vész leszállópályaként volt nyilvántartva, az erdőnyiladékot pedig akkoriban ennek megfelelően gondozták.

## Képgaléria

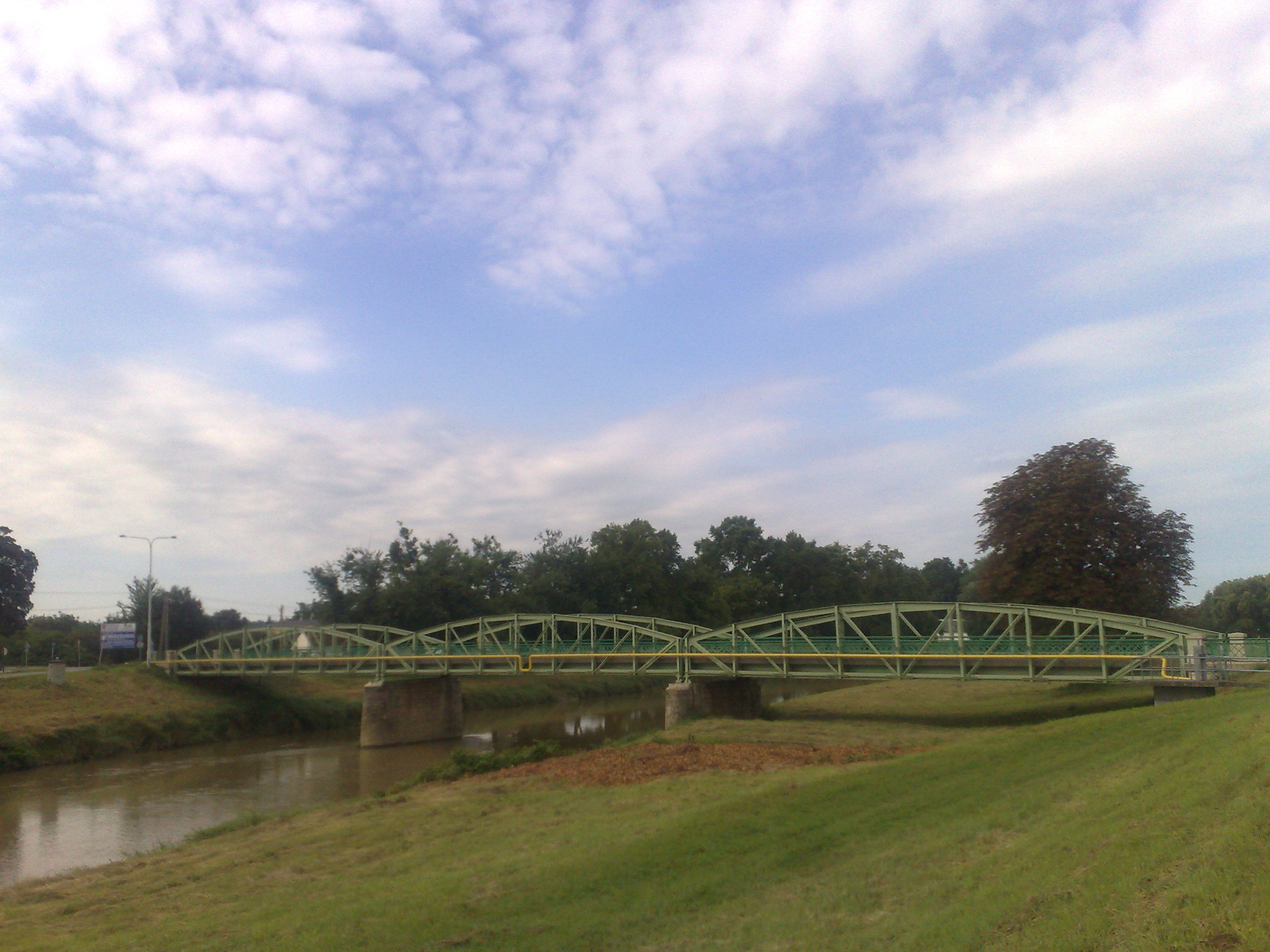
Körmend, a főút egykori hídja (1980-ig, ma városi út)
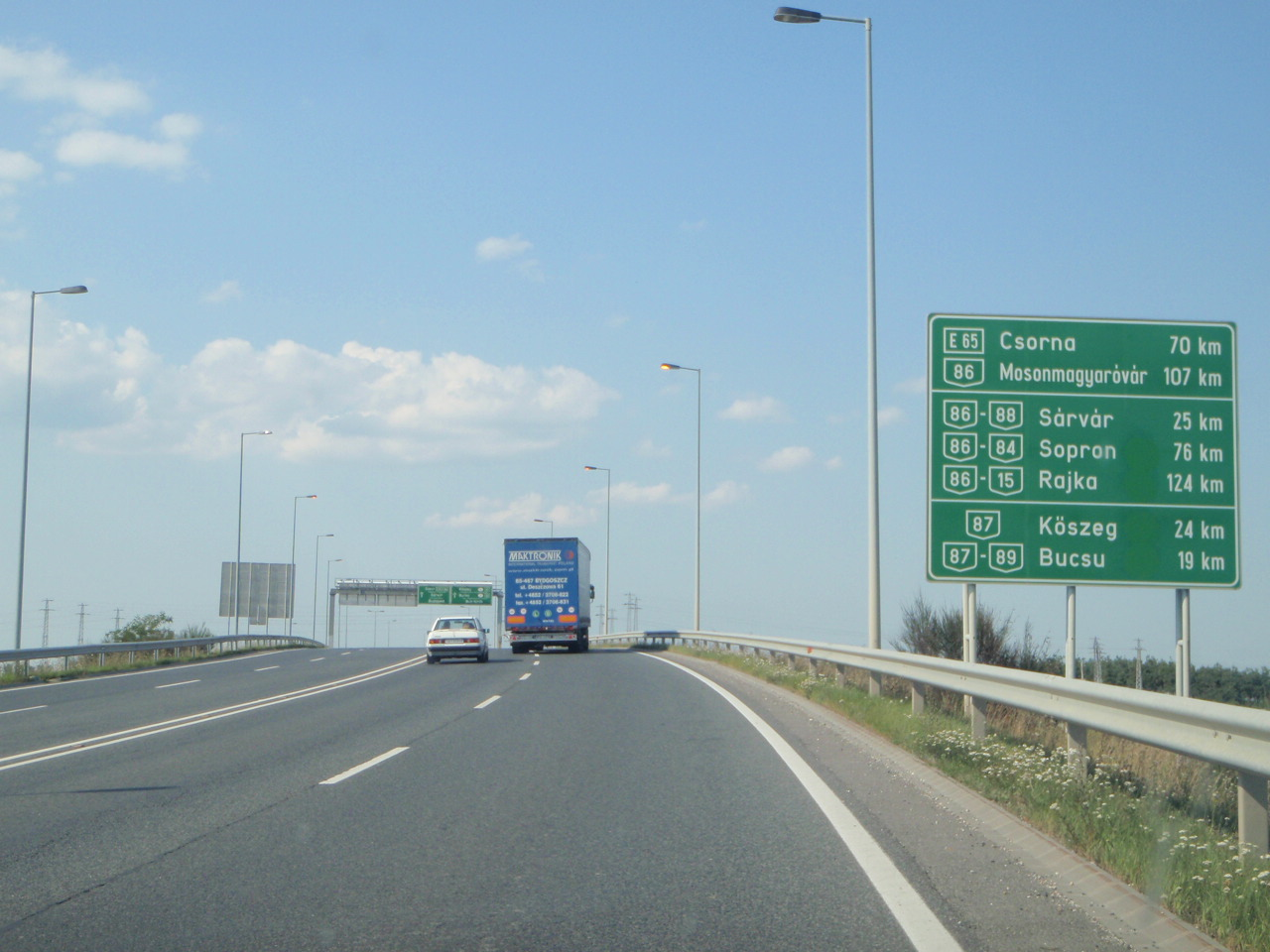
Szombathely, Zanati úti felüljáró
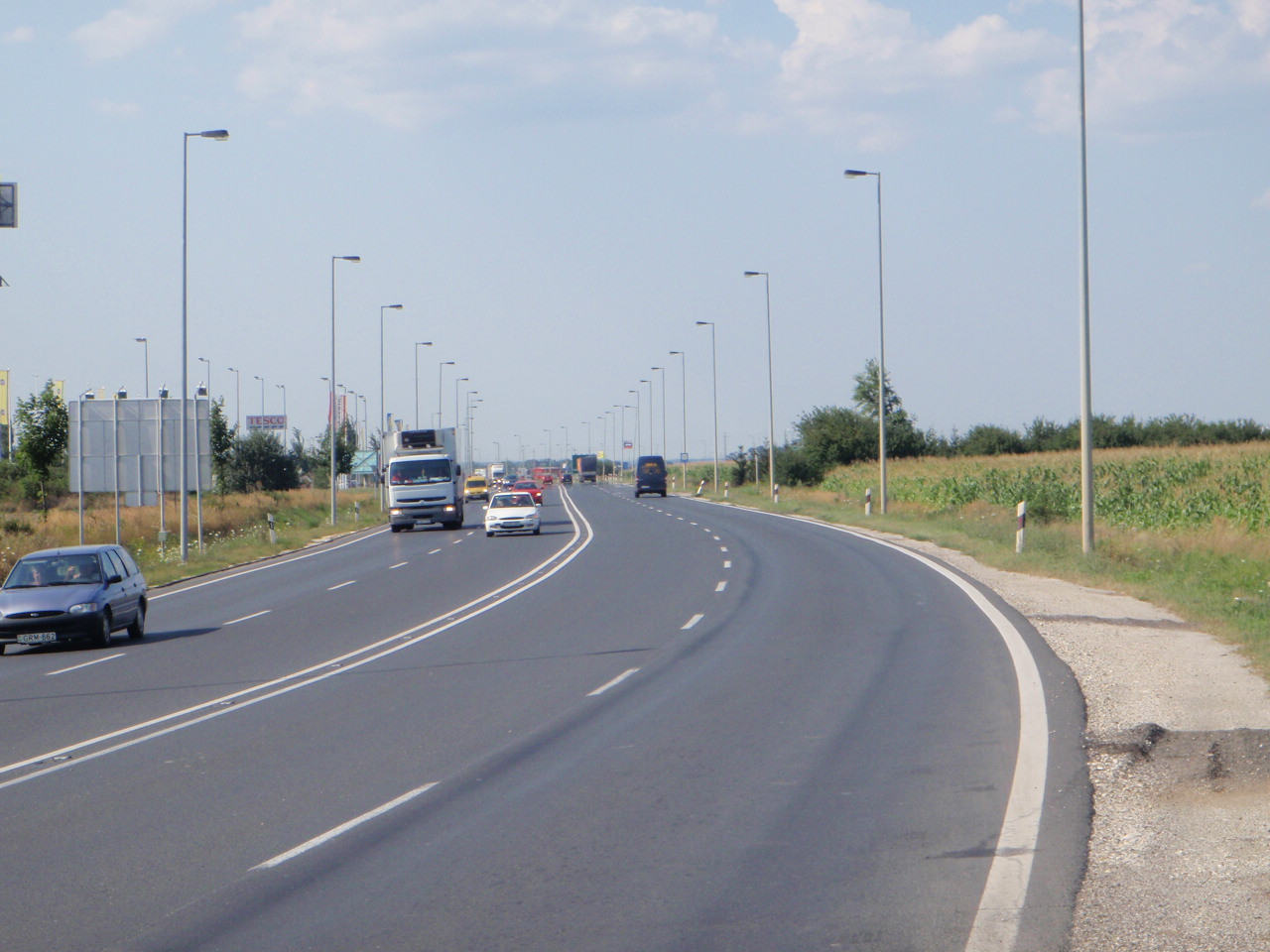
A szombathelyi elkerülő, a 86-os és 87-es főutak közös szakasza
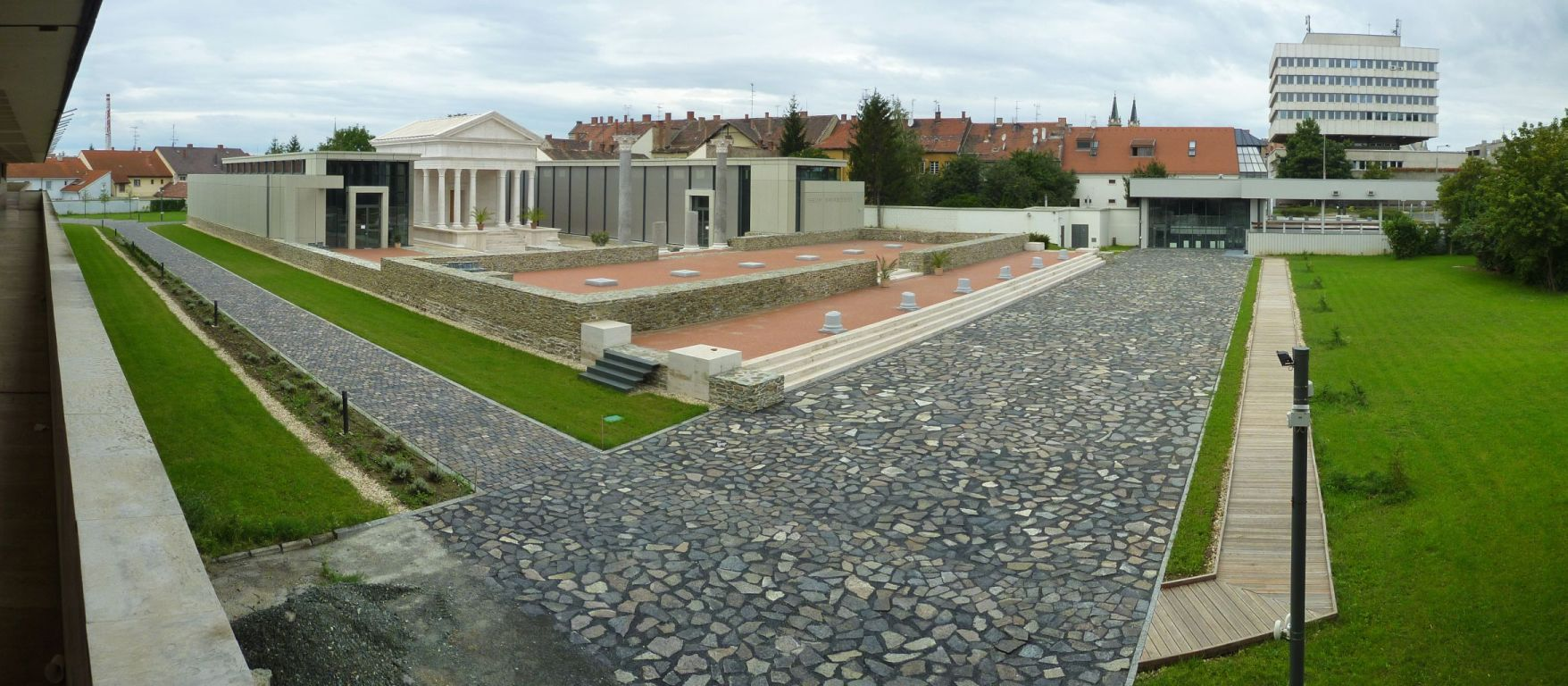
A savariai Borostyánút helyreállított szakasza
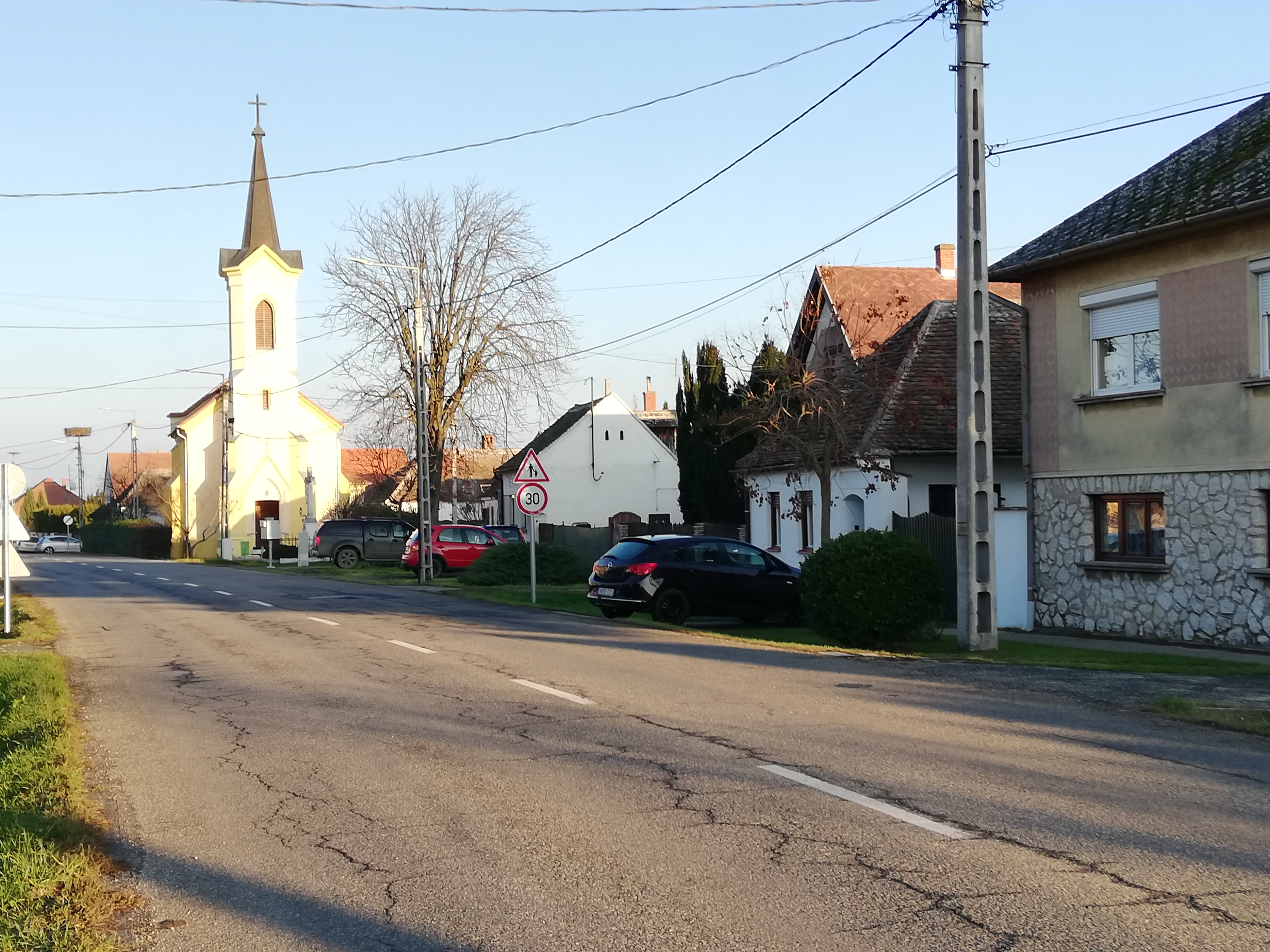
A főút zanati szakasza
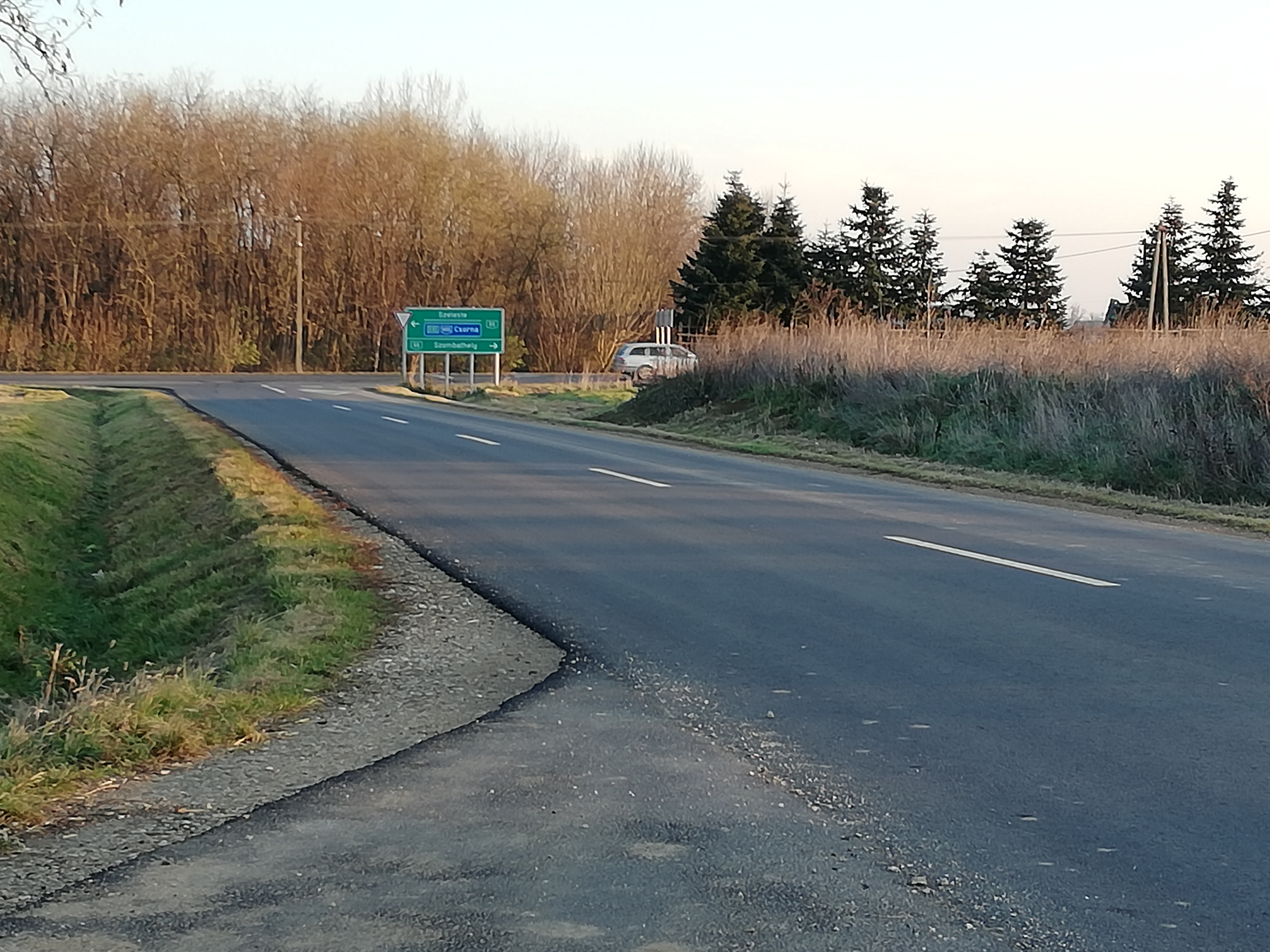
A 8635-ös út kiágazása a 86-os főútból Vát külterületén
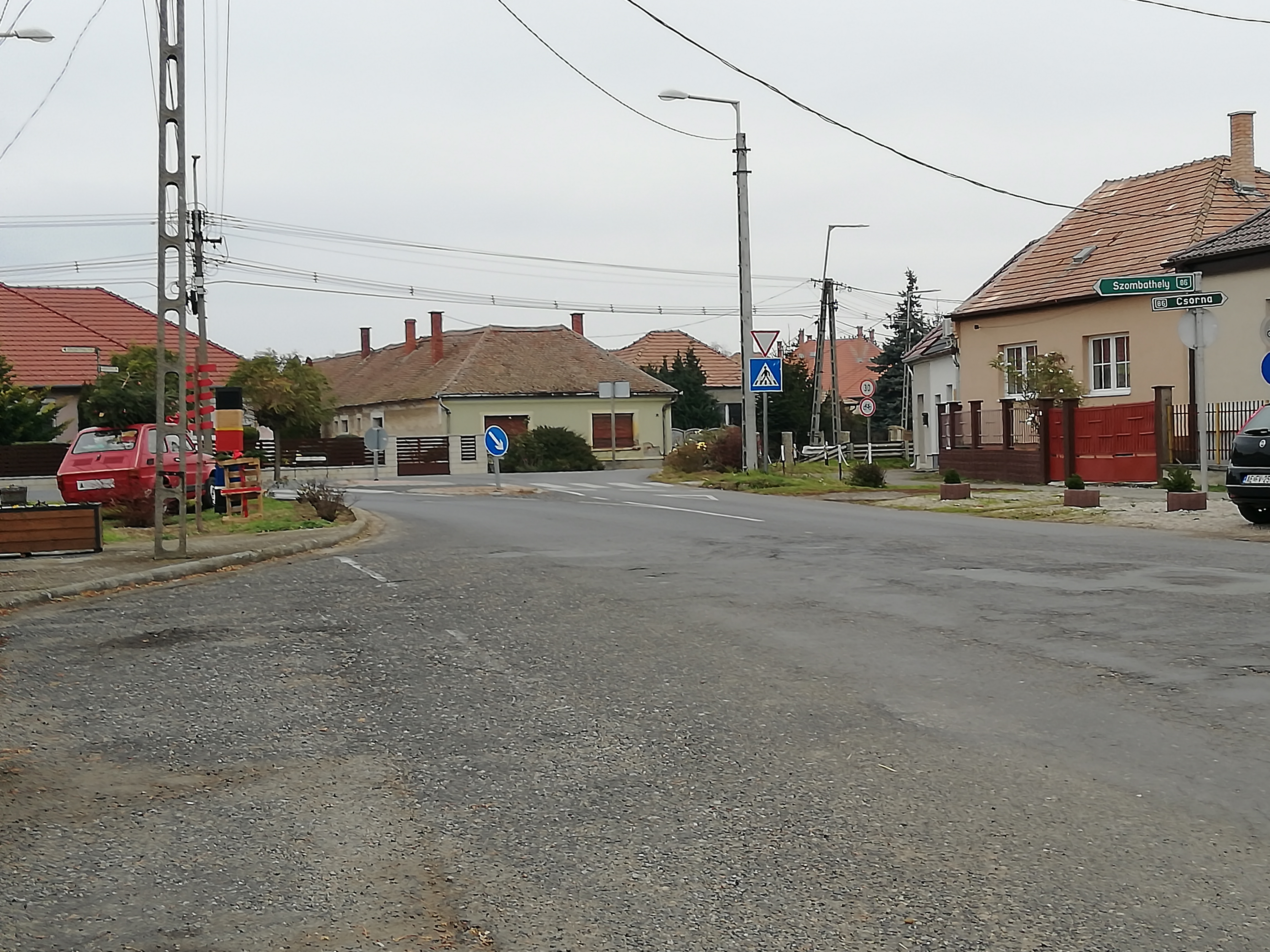
A 8604-es út és a 86-os főút találkozása Szil központjában
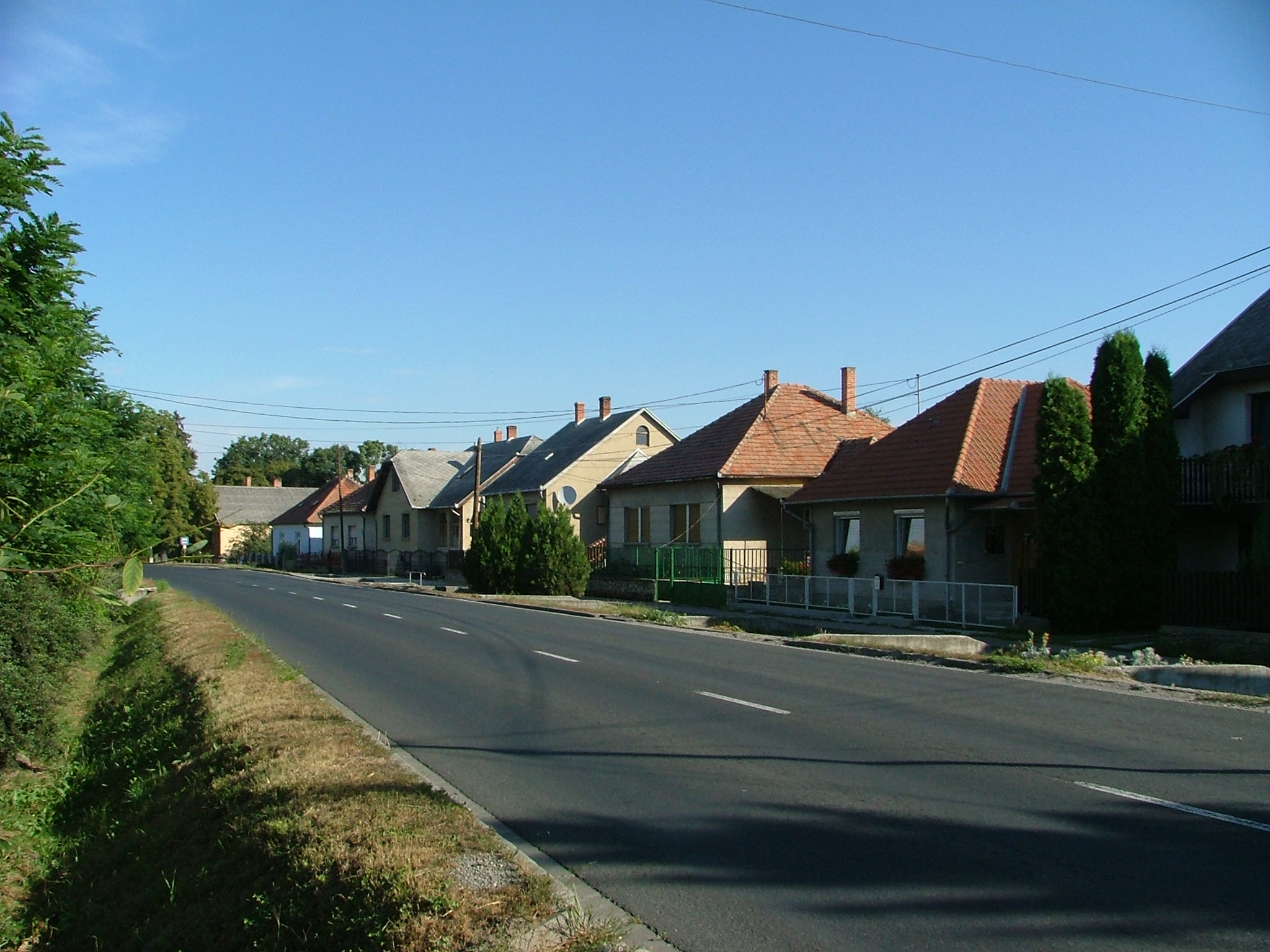
Az út Szilsárkányon átvezető szakasza

### Lásd még
- M86-os autóút